# Список столиц австралийских штатов и территорий
Всего в Австралии восемь городов, имеющих статус столицы штата или территории. Среди них и столица страны Канберра, выполняющая столичные функции с 1927 года. Ранее столичные функции с момента создания Австралийского союза в 1901 году выполнял Мельбурн.
В каждой столице действуют местные юридические, правительственные и законодательные органы. Столицы штатов и территорий также являются крупнейшими городами своих юрисдикций.
| Юрисдикция                                     | Столица  | Население | Фотография |
| ---------------------------------------------- | -------- | --------- | ---------- |
| Австралия и Австралийская столичная территория | Канберра | 374 766   |            |
| Новый Южный Уэльс                              | Сидней   | 4 293 105 |            |
| Виктория                                       | Мельбурн | 3 800 000 |            |
| Квинсленд                                      | Брисбен  | 1 820 375 |            |
| Западная Австралия                             | Перт     | 1 507 949 |            |
| Южная Австралия                                | Аделаида | 1 138 833 |            |
| Тасмания                                       | Хобарт   | 205 510   |            |
| Северная территория                            | Дарвин   | 113 955   |            |